# The Delines
The Delines is een Amerikaanse band die in 2012 is opgericht.

## Biografie
De band is opgericht door zangeres Amy Boone (die eerder deel uitmaakte van the Damnations), gitarist/zanger Willy Vlautin en drummer Sean Oldham (beide afkomstig van de band Richmond Fontaine), keyboardspeler Jenny Conlee (voorheen The Decemberists) en ex-Minus 5 steelgitarist Tucker Jackson. De band noemt haar muziek retro countrysoul.
Willy Vlautin schrijft de meeste nummers van de band en is ook een succesvol romanschrijver. Hij is onder meer bekend van het boek Laat me niet vallen (Don’t skip on me) dat in januari 2018 werd gekozen tot boek van de maand in het tv-programma De Wereld Draait Door. Zijn debuutroman Motelleven is verfilmd. Zijn boeken gaan, evenals zijn songteksten, over mensen die leven aan de onderkant van de samenleving en zich met moeite staande kunnen houden. 
Het debuutalbum Colfax is uitgebracht in 2014. Alle nummers van dat album zijn geschreven door Vlautin, behalve Sandman is coming van Randy Newman. Dit album is geproduceerd door John Morgan Askew, die eerder albums van Richmond Fontaine heeft geproduceerd. In 2015 is het album Scenic Sessions uitgebracht. Dat album werd aanvankelijk alleen verkocht tijdens de Europese tournee en via de website van de band, maar is sinds 2019 ook uit op vinyl en overal verkrijgbaar. 
In maart 2017 werkte de band aan haar nieuwe (tweede officiële) album, toen Amy Boone betrokken raakte bij een verkeersongeluk. Na negen operaties en een langdurige revalidatie kon de band pas in 2018 verder werken aan dit album getiteld the Imperial, dat is verschenen in januari 2019.  De recensies voor The Imperial waren bijna unaniem lovend en het album - met een opvallende rol voor de trompet van Cory Gray - stond zelfs bovenaan in de Americana UK charts. De bijhorende tournee langs vijftien Britse haltes was dan ook zo goed als uitverkocht.    
Bij de opnames van the Imperial bestaat de band uit:
- Amy Boone – zang
- Cory Gray – keyboard/trompet
- Tucker Jackson -  steelgitaar
- Sean Oldham – drums
- Freddy Truijild – bas
- Willy Vlautin – gitaar en zang

## Discografie

### Studioalbums
- Colfax (2014)
- Scenic Sessions (2015) beperkte uitgave
- The Imperial (2019)
- The Sea Drift  (2022)
- Mr. Luck & Ms. Doom  (2025)

### Singles
- "The oil rigs at night" (2014)
- "Eddie and Polly" (2019)